# Raggedy Rose
Raggedy Rose è un film del 1926, diretto da Richard Wallace.

## Trama
Due gatti sul muretto, nel buio, litigano emettendo i loro caratteristici striduli miagolii. Gli abitanti delle case vicine, esasperati, cominciano a gettare loro degli oggetti per farli smettere. Questo accadeva una notte davanti alla casa dove, con la servitù, viveva Ted Tudor, scapolo ricco e perciò ambito dalle fanciulle bene dell'alta società, in particolare da Janice, che Ted riconosce – senza troppa convinzione – come sua attuale fidanzata, sostenuta dalla madre di lei, sempre attenta ai futuri bisogni della figlia.
Ma non erano veri gatti quella volta, erano solo pupazzi manovrati dal rigattiere Moe Ginsberg e dalla sua lavorante Rose, detta "la sgualcita" (raggedy). Questo era l'espediente usato per raccattare oggetti e roba vecchia a buon prezzo, anzi, gratis. Quella sera Rose viene colpita da una scarpa, e rimane tramortita: Ted lo nota e interviene per soccorrerla. È il primo incontro fra i due, e Rose conserverà una sbiadita immagine dell'affascinante uomo, che, nei suoi confusi ricordi, denominerà "il mio principe".
I dipendenti di Moe non se la passano bene: superlavoro e paghe da fame. Quando una ex-lavorante passa nel magazzino del rigattiere - dove Rose lavora ed abita - e racconta di come, essendo stata vittima di un incidente stradale, è stata risarcita di una notevole somma, dopo essere stata degente in un grazioso ospedale dove le veniva servito cibo a volontà, la ragazza rimane colpita.
Rose, nel negozio, sta smistando gli indumenti ultimamente acquisiti, sostituisce le calze che ha indosso con un paio meno bucato che trova nel mucchio dei vestiti, si diletta provando un abito che un tempo doveva essere stato bello, immaginando di indossarlo in presenza di Ted; così, sovrappensiero, provoca un piccolo incidente nel magazzino, che però le vale il licenziamento.
La discinta Rose allora, messa sulla strada, ricordandosi del racconto della ex-collega, fa di tutto per essere travolta da un'auto. Il che, dopo vari tentativi infruttuosi, accade un giorno – senza gravi conseguenze: in realtà è l'auto a sfasciarsi – proprio davanti alla casa di Ted, dove Rose viene portata in attesa di un dottore. Rose viene fatta accomodare nel letto di Ted, e quando riprende conoscenza è convinta di trovarsi in un lussuoso ospedale. Il dottore ordina alla servitù, telefonicamente, di far stare la ragazza a suo agio e di assecondarla in tutto, in attesa del suo arrivo. La giovane quindi chiede e ottiene prelibati manicaretti, e, quando rincontra Ted, il suo principe, che crede essere un dottore, è al settimo cielo.
Ma Janice si presenta a casa di Ted, e quando scopre una donna nel letto del fidanzato non reagisce certo assennatamente. Fra Rose da una parte e Janice e sua madre dall'altra, sorge una colluttazione a cuscinate, al culmine della quale le due "pretendenti" finiscono defenestrate, mentre Ted e Rose, reminiscenti del loro primo fuggevole incontro, si riuniscono. Con buona pace delle ragazze di buona famiglia.

## Produzione
Le riprese di Raggedy Rose – l'ultimo lungometraggio interpretato da Mabel Normand - sono state effettuate negli Hal Roach Studios di Culver City, California, fra il 15 marzo e il 17 aprile del 1926, con il titolo Comrades in Arms. Oliver Hardy faceva inizialmente parte del cast, ma, vittima di un incidente, dovette essere sostituito.
Vennero realizzate diverse versioni del film, con una lunghezza da 2 a 5 bobine; l'unica pervenuta fino ad oggi ha una durata di circa 57 minuti. Copie della pellicola sono conservate presso il Film and Television Archive dell'UCLA, il National Archive del British Film Institute, e la Lobster Films.

## Distribuzione
Il film è uscito sugli schermi cinematografici statunitensi il 7 novembre 1926. Raggedy Rose è stato edito in DVD nel 2016 a cura della Alpha Video. Si ha notizia di una precedente edizione in VHS, del 1984.